# Rafik Zekhnini
Rafik Zekhnini, né le 12 janvier 1998 à Skien en Norvège, est un footballeur maroco-norvégien évoluant à l'Molde FK.

## Biographie
Rafik Zekhnini naît et grandit à Skien en Norvège dans une famille marocaine.

### Carrière en club
Avec le club d'Odds BK, il dispute 46 matchs en première division norvégienne, inscrivant huit buts. Il participe également aux tours préliminaires de la Ligue Europa.

### Carrière en équipe nationale
Rafik Zekhnini est sélectionné à plusieurs reprises dans les équipes nationales de jeunes, des moins de 15 ans jusqu'aux espoirs.
En mars 2020, il est présélectionné par Vahid Halilhodzic pour une double confrontation de l'équipe du Maroc contre la République centrafricaine.